# Севгил Мусаева
Севги́л Муса́ева (на украински: Севгіль Мусаєва; на кримскотатарски: Sevgil Musayeva; родена през 1987 г.) е украинска журналистка, главен редактор на онлайн изданието „Украинская правда“. През 2011 – 2013 г. е кореспондент на списание „Форбс Украйна“, през 2014 г. стартира онлайн бизнес изданието Hubs, на което е главен редактор. Провежда собствени разследвания на бизнеса на Сергей Курченко, на нефтените и газовите дела на Нестор Шуфрич и Николай Рудковски и на доходите на Юрий Иванющенко. Пет пъти получава наградата „Премию деловых кругов PRESSзвание“.

## Биография
Севгил Мусаева е родена на 18 юни 1987 г. в град Джума (Узбекистан). През 1989 г., когато на кримските татари е позволено да се завърнат в Крим, семейството ѝ се премества в Керч. Докато учи в училище, Севгил започва да публикува в пресата, от 9-и клас посещава местното журналистическо училище. Тя е член на Малката академия на науките на Украйна и получава стипендия на Министерския съвет на Крим. От 2004 до 2010 г. учи в Института по журналистика към Националния университет „Тарас Шевченко“ в Киев.
Севгил започва журналистическата си кариера през 2007 г. в агенция „Икономически новини“, а през 2008 г. се премества във вестник „Дело“. През февруари 2009 г. става репортер за изданието „Силата на парите“. През юни 2011 г. Севгил се премества в списание „Форбс Украйна“, което напуска през август 2013 г., след като изданието е придобито от Сергей Курченко. От началото на Евромайдан тя прави репортажи за проекта Hubs във Фейсбук, включително по време на щурмовете.
През февруари 2014 г. тя стартира Hubs като отделно онлайн бизнес издание и става негов главен редактор. След анексирането на Крим от Русия, Севгил действа и като един от инициаторите на проекта „Крим_SOS“, насочен към осигуряване на достоверна информация и помощ на хората по въпросите на безопасността, преселването и др. През октомври 2014 г. става главен редактор на онлайн изданието Украинская правда.

## Благотворителност
През 2012 г. Севгил, заедно с журналиста Борис Давиденко, правят благотворителен аукцион за Деня на журналиста, на който се разпродават подаръци на журналисти от преслужбите. На първия търг за три месеца са събрани 76 хиляди гривни, за които са закупени нови мебели и легла за интернат в Триполие. За годината си на провеждане, на търга са събрани 220 хил. гривни за благотворителни цели.
През декември 2012 г. с участието на Севгил е организирана благотворителната пиеса „Лети, метелику“. Децата от театрални студии събират средства за лечение на свои онкоболни връстници. Получените средства са прехвърлени към проекта „Таблеточки“, насочен към закупуване на лекарства за деца с рак.

## Семейство
Сестрата на Севгил, Елядие Мусаева, работи в украинския телевизионен канал СТБ. Нейният филм OTUZ за депортирането на кримските татари е представен на кинофестивала „Младост“. Елиади живее в Ню Йорк.